# 강원특별자치도교육청통일교육원
강원특별자치도교육청통일교육원(江原特別自治道敎育廳統一敎育院)은 통일한국의 미래를 짊어질 청소년들에게 현장체험학습을 통해 바람직한 통일관 및 세계관을 함양시키기 위하여 대한민국 강원특별자치도교육청 산하에 설치된 소속기관이다.